# Zenwalk
Zenwalk, также Zenwalk Linux (ранее — MiniSlack Linux) — дистрибутив Linux, основанный на дистрибутиве Linux Slackware. По словам разработчиков, предназначен для домашней мультимедиа-станции или системы для разработки программ. Это полноценная операционная система, позволяющая работать в Интернете, читать почту, слушать музыку, смотреть фильмы, программировать на C, Java, Perl, Python, Ruby и т. д., набирать документы, печатать, сканировать, записывать CD/DVD, подключать фотокамеру и редактировать фотографии. Среда рабочего стола по умолчанию — XFCE. Для программистов есть полный набор библиотек и программных инструментов для разработки. Для управления пакетами используются pkgtools (из Slackware), и Netpkg.

## Цели
Проект Zenwalk нацелен на создание лёгкого дистрибутива Linux (с использованием только одного приложения для каждой задачи на ISO-образ), оптимизации для определенной архитектуры набора команд для увеличения скорости выполнения, и внедрения комплексной системы управления пакетами с разрешением зависимостей. 

## История версий (Standard Edition)
Вплоть до версии 1.1 дистрибутив назывался MiniSlack.
| Версия   | Дата            | Примечания                                                                                |
| -------- | --------------- | ----------------------------------------------------------------------------------------- |
| 0.1      | 21 мая 2004     | Первая версия                                                                             |
| 0.2      | 8 августа 2004  |                                                                                           |
| 0.3      | 17 февраля 2005 |                                                                                           |
| 0.4      | 26 марта 2005   |                                                                                           |
| 1.0      | 24 апреля 2005  |                                                                                           |
| 1.0.1    | 3 мая 2005      |                                                                                           |
| 1.1      | 10 июня 2005    | Добавление Netpkg                                                                         |
| 1.2      | 12 августа 2005 | Переименование в Zenwalk                                                                  |
| 1.3      | 15 октября 2005 |                                                                                           |
| 2.0 Core | 27 ноября 2005  |                                                                                           |
| 2.0.1    | 4 декабря 2005  |                                                                                           |
| 2.1 Core | 18 января 2006  |                                                                                           |
| 2.2      | 16 февраля 2006 |                                                                                           |
| 2.4      | 4 апреля 2006   | Удалено hotplug, добавлено udev-autmounter                                                |
| 2.6      | 23 мая 2006     |                                                                                           |
| 2.8      | 21 июля 2006    |                                                                                           |
| 3.0      | 8 сентября 2006 | Добавлено uwd-autmounter                                                                  |
| 4.0      | 20 ноября 2006  | Xorg-7.1 и xnetpkg                                                                        |
| 4.2      | 6 января 2007   | Добавление ZenPanel                                                                       |
| 4.4      | 22 февраля 2007 |                                                                                           |
| 4.4.1    | 24 февраля 2007 |                                                                                           |
| 4.6      | 1 июня 2007     |                                                                                           |
| 4.6.1    | 6 июня 2007     |                                                                                           |
| 4.8      | 6 октября 2007  | Firefox и Thunderbird заменены на IceWeasel и IceDove. Изменения для работы с ноутбуками. |
| 5.0      | 18 января 2008  |                                                                                           |
| 5.2      | 7 июня 2008     |                                                                                           |
| 6.0      | 7 марта 2009    |                                                                                           |
| 6.2      | 6 сентября 2009 |                                                                                           |
| 6.4      | 27 мая 2010     |                                                                                           |
| 7.0      | 25 марта 2011   |                                                                                           |
| 7.2      | 11 октября 2012 |                                                                                           |
| 7.4      | апрель 2014     |                                                                                           |
| 8.0      | июнь 2016       |                                                                                           |

## Редакции
Существует несколько редакций Zenwalk:
- Standard Edition — основная редакция.
- Live Edition — самозагрузочный Live CD диск с возможностью установки на компьютер[21].
- Core Edition — отсутствуют программы с графическим интерфейсом.
- Server Edition — версия для серверов. Основана на Core Edition.
- GNOME Edition — среда рабочего стола GNOME.
- Openbox Edition — среда рабочего стола Openbox.
- ZenEdu Live Special Edition — Live CD версия Zenwalk с набором обучающих программ для образовательных учреждений[22].

## Live USB
Live USB Zenwalk, начиная с версии 5.2, могут быть созданы вручную, или созданы через UNetbootin.

## Основанные на ZenWalk дистрибутивы
- Arudius[24] — дистрибутив Live CD для получения информации с инструментами для тестирования и анализа уязвимости. Сейчас дистрибутив не разрабатывается.
- SLAMPP[25], предназначен для использования в качестве домашнего сервера.
- Zencafe[26], индонезийский дистрибутив, предназначенный для кафе с интернет-сетью.